# 경계전기
《경계전기》(일본어: 境界戦機 교카이센키[*])는 SUNRISE BEYOND가 제작한 일본의 로봇 애니메이션이다.

## 줄거리
일본이 지배하던 2061년, 4개 세계 주요 경제권에 의해 분할통치에 이른다.그 결과 일본인들은 예속국 사람으로 학대하는 생활을 하게 되었다.또 일본은 각 경제권에 의해 던져진 「AMAIM(어메인)」이라고 불리는 인간형 특수 기동무기가 활보하는, 세계의 최전선이 되고 있었다. 기계를 좋아하는 소년 시이바 아모우는 어느 날에 「가이」라고 불리는 자율 사고형 AI를 만나, 원래의 일본을 되찾으려고, 조립한 AMAIM 「켄부」에 타고, 싸움에 참가한다.